# 徐彬如
徐彬如（1903年—1990年），原名文雅、曾用名张其光，安徽萧县人，中国近代政治人物。

## 生平
徐彬如于1922年加入社会主义青年团，1925年加入中国共产党。他曾在中山大学就读，出任中共中山大学总支书记。此后又担任过中共江苏省委沪中区委宣传部长、中共顺直省委秘书长、中共西北特支宣传部长等职。抗日战争爆发后，历任陕甘宁边区参议会秘书长、八路军留守兵团政治部联络部部、延安中央党校秘书处长、晋察冀边区行政委员会交际处处长、东北人民政府公路总局局长等职。
中华人民共和国成立后，徐彬如曾任交通部公路总局局长。他还主持筹建了中国革命博物馆，历任博物馆副馆长、名誉馆长。徐彬如是中国农工民主党中央副主席，并担任过第三、四届全国政协委员，第五、六届全国政协常委。1990年逝世。